# Euphorbia greuteri
Euphorbia greuteri là một loài thực vật có hoa trong họ Đại kích. Loài này được N.Kilian, Kürschner & P.Hein mô tả khoa học đầu tiên năm 2006.